# Кларион (округ)
Округ Кларион (англ. Clarion County) располагается в штате Пенсильвания, США. Официально образован 11 марта 1839 года. По состоянию на 2010 год, численность населения составляла 39 988 человек.

## География
По данным Бюро переписи США, общая площадь округа равняется 1577,312 км2, из которых 1559,182 км2 суша и 18,130 км2 или 1,070 % это водоёмы.

### Соседние округа
- Форест (север)
- Джефферсон (восток)
- Армстронг (юг)
- Батлер (запад)
- Венанго (запад)

## Население
По данным переписи населения 2000 года в округе проживает 41 765 жителей в составе 16 052 домашних хозяйства и 10 738 семей. Плотность населения составляет 27,00 человек на км2. На территории округа насчитывается 19 426 жилых строений, при плотности застройки около 12,00-ти строений на км2. Расовый состав населения: белые — 98,16 %, афроамериканцы — 0,79 %, коренные американцы (индейцы) — 0,11 %, азиаты — 0,34 %, гавайцы — 0,00 %, представители других рас — 0,08 %, представители двух или более рас — 0,52 %. Испаноязычные составляли 0,41 % населения независимо от расы.
В составе 28,60 % из общего числа домашних хозяйств проживают дети в возрасте до 18 лет, 54,90 % домашних хозяйств представляют собой супружеские пары проживающие вместе, 8,40 % домашних хозяйств представляют собой одиноких женщин без супруга, 33,10 % домашних хозяйств не имеют отношения к семьям, 26,00 % домашних хозяйств состоят из одного человека, 11,30 % домашних хозяйств состоят из престарелых (65 лет и старше), проживающих в одиночестве. Средний размер домашнего хозяйства составляет 2,46 человека, и средний размер семьи 2,95 человека.
Возрастной состав округа: 21,60 % моложе 18 лет, 15,40 % от 18 до 24, 25,20 % от 25 до 44, 22,70 % от 45 до 64 и 22,70 % от 65 и старше. Средний возраст жителя округа 36 лет. На каждые 100 женщин приходится 93,30 мужчин. На каждые 100 женщин старше 18 лет приходится 90,40 мужчин.